# Gjellergaard
Gjellergaard er en gård beliggende på Gjellerodde mellem Lem Vig og Gjeller Sø, cirka 5 km nord for Lemvig i et naturskønt område, nær Nissum Bredning i Limfjorden. Gården, der er en tidligere vestjysk fiskerbondegård, er omdannet til et lokalt hjemstavnsmuseum.
Gården der ejes af Lemvig Kommune, blev restaureret 1992-1993, og er drevet af Foreningen Gjellergaard, for en stor del på frivillig basis af lokale kræfter.
Gjellergaard er et levende museum med arbejdende stande i åbningstiden.
Gjellergard ligger få hundrede meter fra Thøger Larsens mindesten på Gjellerodde.